# Banksia polycephala
Banksia polycephala är en tvåhjärtbladig växtart som först beskrevs av George Bentham, och fick sitt nu gällande namn av A.R.Mast & K.R.Thiele. Banksia polycephala ingår i släktet Banksia och familjen Proteaceae. Inga underarter finns listade i Catalogue of Life.